# Eric Wilson
Eric Wilson (Ottawa, Ontario, 24 de noviembre de 1940) es un escritor canadiense de cuentos y literatura para adultos
Durante su niñez vivió en diversas regiones de Canadá debido a los traslados que tenía su padre por ser oficial. Esto hizo que adquiriera conocimientos muy profundos sobre la cultura y geografía canadiense. Su serie de libros se ambienta con personajes canadienses en su país y territorios más al noroeste.
Su padre fue un oficial montañista y su madre una enfermera
Tiene dos grandes pasiones: sus clases, pues es profesor de matemáticas en la Columbia Británica, y la literatura infantil.
Varios de sus libros fueron publicados en España en la colección El Barco de Vapor, más concretamente en la Serie Naranja, como por ejemplo, Asesinato en el "Canadian Express", Pesadilla en Vancúver y Terror en Winnipeg..2.

## Obra
1. Murder on The Canadian (Asesinato en el Canadian Express )
2. Vancouver Nightmare (Pesadilla en Vancúver)
3. Terror in Winnipeg (Terror en Winnipeg)
4. The Lost Treasure of Casa Loma (El tesoro escondido de Casa Loma)
5. The Ghost of Lunenburg Manor (El fantasma de la mansión de Lunenburg)
6. Disneyland Hostage (Disneyland Rehén)
7. The Kootenay Kidnapper (El Secuestrador Kootenay)
8. Vampires of Ottawa (Los vampiros de Ottawa)
9. Spirit in the Rainforest (Espíritu de la Selva)
10. The Green Gables Detectives (Los detectives Green Gables)
11. Code Red at the Supermall (Código Rojo en el Supermall)
12. Cold Midnight in Old Quebec (Fría medianoche en el viejo Québec)
13. The Ice Diamond Quest (La búsqueda de diamantes de hielo)
14. The Prairie Dog Conspiracy (La conspiración del perro de las praderas)
15. The St. Andrews Werewolf (El hombre lobo de St. Andrews)
16. The Case of Golden Boy (El caso del niño dorado)
17. The Inuk Mountie Adventure (La aventura mountie Inuk)
18. Escape From Big Muddy (Escape de Gran Fangosa)
19. The Emily Carr Mystery (El misterio de Emily Carr)
20. Red River Ransom (Rescate del río rojo)

## Otras obras de Eric Wilson
1. Summer of Discovery (Verano de Descubrimiento)
2. 'The unmasking of KSAN ( El desenmascaramiento de  'Ksan)